# Borolia operosa
Borolia operosa là một loài bướm đêm trong họ Noctuidae.